# Isländische Badmintonmeisterschaft 1977
Die Isländische Badmintonmeisterschaft 1977 fand vom 9. bis zum 10. April 1977 in der Laugardalshöll in Reykjavík statt. Es war die 29. Auflage der nationalen Titelkämpfe von Island im Badminton.

## Finalresultate
| Disziplin    | Sieger                                      | Finalist                                 | Ergebnis         |
| ------------ | ------------------------------------------- | ---------------------------------------- | ---------------- |
| Herreneinzel | Sigurður Haraldsson                         | Jóhann Kjartansson                       | 15-6, 15-6       |
| Dameneinzel  | Lovísa Sigurðardóttir                       | Hanna Lára Palsdóttir                    | 11-1, 11-7       |
| Herrendoppel | Jóhann Kjartansson Sigurður Haraldsson      | Haraldur Kornelíusson Steinar Petersen   | 15-6, 8-15, 15-4 |
| Damendoppel  | Hanna Lára Palsdóttir Lovísa Sigurðardóttir | Vildis Kristmannsdóttir Önna Njálsdóttir | 15-4, 15-7       |
| Mixed        | Sigurður Haraldsson Hanna Lára Palsdóttir   | Steinar Petersen Lovísa Sigurðardóttir   | 15-11, 15-5      |